# Stampa lenticolare
La stampa lenticolare è una tecnologia in cui un materiale lenticolare è usato per ottenere immagini che danno l'illusione della profondità, o che cambiano quando l'immagine viene osservata da diverse angolazioni visuali.(H3D) Questa tecnologia è nata negli anni '40 del secolo scorso, ha avuto un'applicazione popolare nelle cartoline degli anni '70, ma in tempi recenti si è decisamente evoluta grazie all'utilizzo del computer per l'elaborazione delle immagini, e all'adozione di tecniche di stampa più accurate e sofisticate.
La stampa lenticolare viene attualmente utilizzata principalmente come strumento di marketing e pubblicità, per mostrare prodotti in movimento, o che cambiano. I recenti cambiamenti tecnologici inoltre permettono ora di produrre stampe lenticolari anche in grandi formati, per cartelloni e poster.

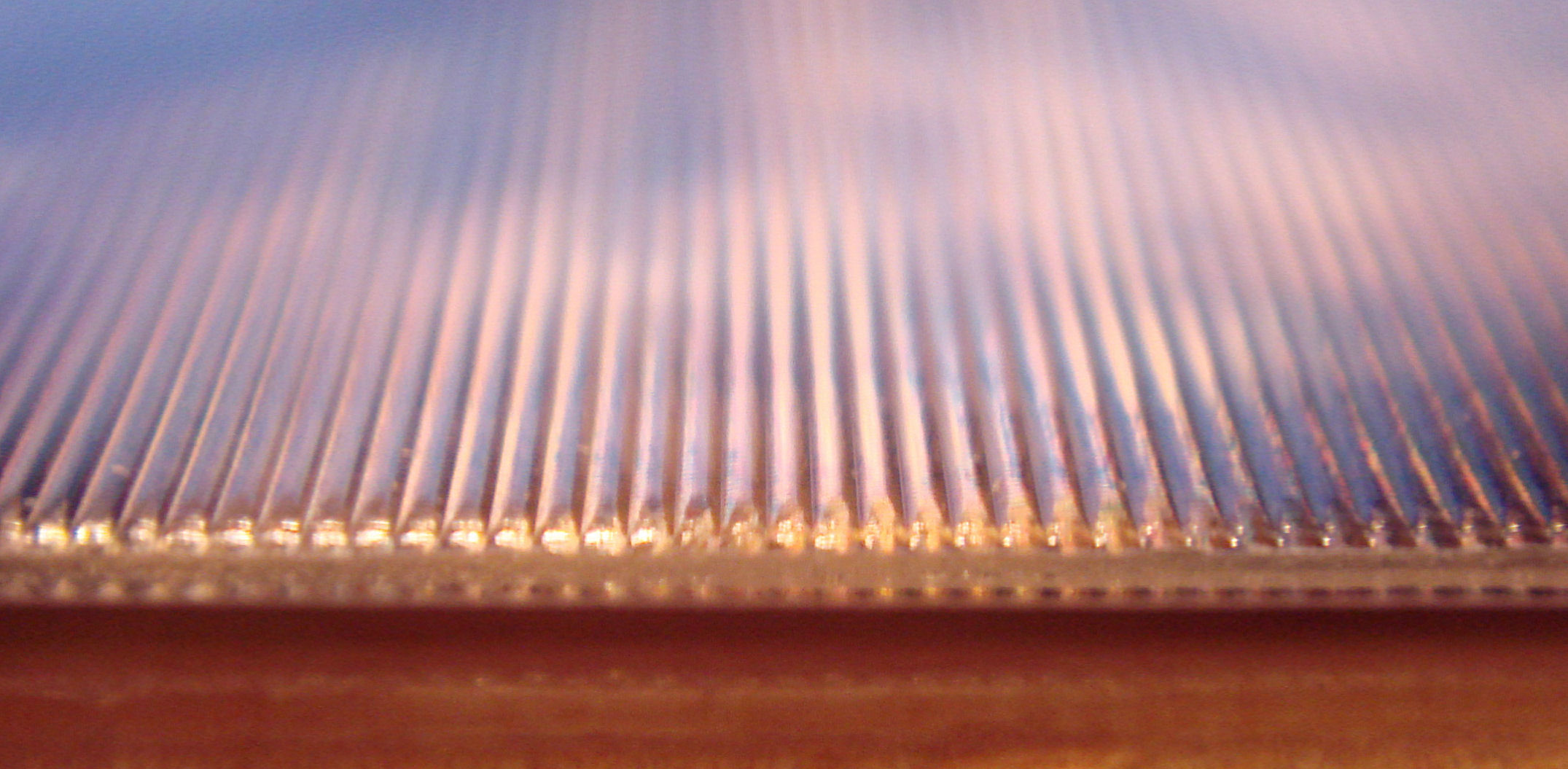
Lastra lenticolare vista da vicino.

## Il funzionamento
La tecnica lenticolare utilizza le proprietà di rifrazione e riflessione della luce quando attraversa un materiale plastico trasparente zigrinato.
La riproduzione lenticolare permette di fare vedere all'osservatore due o più immagini distinte a seconda della posizione da cui egli guarda l'immagine. È proprio su questo principio che si basano gli effetti tipo:
- flip, cambio netto di due immagini;
- morphing, graduale trasformazione di un oggetto in un altro;
- zoom, ingrandimento di un particolare dell'immagine;
- moving, animazione stampata.

L'effetto 3D si basa invece sulla possibilità di far vedere all'occhio sinistro un'immagine diversa rispetto a quella vista dall'occhio destro: in questa maniera riusciamo a ricreare nella nostra immagine la parallasse (cioè la variazione della posizione apparente di un corpo quando viene guardato da due punti di vista distinti).
L'effetto ottenuto sarà assolutamente naturale: è proprio grazie alla parallasse che gli esseri umani percepiscono gli oggetti in 3D.
La stampa lenticolare è in continua evoluzione grazie ai progressi nella computer grafica, nei materiali e nelle odierne tecnologie di stampa che permettono di ottenere risultati qualitativamente sorprendenti, sia in termini di effetti visivi che di nitidezza delle immagini ad alta risoluzione.

## Lenticolari per radiografie tridimensionali
I lenticolari funzionano anche con i raggi X (anche se in questo caso le immagini sono ottenute trapassando il soggetto e non con raggi riflessi); è noto almeno dagli anni '40 ed oggetto di numerosi brevetti. Per i lenticolari radiografici è stato proposto il nome di lentixolauesta, parola che è stata ottenuta incrociando le parole "(raggi) X" e "lenticolari").